# Gardénia Benrós
Gardénia Benrós (Cidade da Praia, Ilha de Santiago) é uma cantora de Cabo Verde.

## Biografia
Nasceu na Cidade da Praia mas as suas raízes são da ilha Brava, a ilha das flores.
Em 1983 integra o projecto conjunto Tropical Power, nos Estados Unidos da América e gravou pela primeira vez em estúdio três temas com esse grupo.
Foi convidada a participar em vários concursos de beleza e talento, tendo ganho: Miss Pawtucket city, Miss Ocean State, Rhode Island e Miss Cabo Verde nos Estados Unidos. Também ganhou o prémio da melhor voz feminina no concurso "Talent América" em Nova Iorque e o prémio de fotogenia como modelo.
Em Portugal estreou no Casino do Estoril. Em 1986 assinou com a editora Polygram e lançou o seu álbum de estreia com produção de Paulino Vieira e com repertório de Eugénio Tavares. No ano seguinte deslocou-se a Cabo Verde onde a digressão foi um grande êxito. Lançou o single em Inglês "When love is gone", também pela Polygram, e participou num filme cabo-verdeano e produziu o seu primeiro video-clip "Oh Mar" retirado do álbum de estreia.
Em 1988 lançou o single "Raizinho di Sol", que a própria produziu e onde participam excelentes músicos do Berklee College of Music de Boston. No Outono desse ano alcançou grande sucesso a bordo do Cruzeiro Funchal num espectáculo pelo Mediterrâneo.
Em 1989 lançou "O melhor de Cabo Verde mix". 1990 é o ano do disco "É Sim" que conta com a participação do saxofonista Péricles Duarte. É convidada para o júri do Festival da OTI realizado em Toronto. Em 1992 actuou em Paris pela primeira vez.
Em 1994 é editado o volume 2 de "O melhor de Cabo Verde Mix". "Kryola D’Encantar", lançado em 1995, teve a produção de Péricles Duarte (Tek). O disco contou com a participação especial de Tito Paris.
Em 1997 lançou "Simplesmente cabo-verdeana", o primeiro trabalho, produzido, escrito, e dirigido pela própria e lançado pela "Independent Talent Productions", a sua "editora".
Em 1998 lançou "Bo kin Cre" editado também pela Independent Talent Productions. Em 2000 regressou a Cabo Verde.
"Flor Caboverdiana", o seu 12º álbum, é lançado em 2011. Gravou em italiano uma versão da morna "Mar Eterno" para a compilação "Capo verde" produzida por Alberto Zeppieri.
Inspirou artistas plásticos, poetas e compositores, como Manuel de Novas, João Amaro, Teófilo Chantre, Alberto Alves (Neves), entre outros.

## Discografia
- Gardenia Benrós (LP, Polygram, 1986)
- When Love is Gone/I Need You(Single, Polygram, 1987)
- Raizinho di Sol (Single, Ed. Autor, 1988)
- O Melhor de Cabo Verde Mix (LP, MB Records, EUA, 1989) (CD, Discossete, 1991)
- É Sim...! (CD, MB Records, 1990)
- O Melhor de Cabo Verde Mix II (CD, MB Records, 1994)
- Kryola D' Encantar (CD, Polygram, 1995)
- Simplesmente Caboverdiana (Single, Indep. Talent Productions, 1997)
- Bo Kin Cre (CD, Independent Talent Productions, EUA, 1999)
- O Melhor de 2 - Gardenia Benrós / Eugénia Melo e Castro (CD, Universal, 2000)
- Morna Nôs Herança (CD, 2001)
- The Soulful Voice of Cape Verde (CD, ITP, 2006)
- Flor Caboverdiana (CD, 2011)